# Vitrolles (Delta Rodanu)
Vitrolles – miejscowość i gmina we Francji, w regionie Prowansja-Alpy-Lazurowe Wybrzeże, w departamencie Delta Rodanu.
Według danych na rok 1990 gminę zamieszkiwało 35 397 osób, a gęstość zaludnienia wynosiła 968 osób/km² (wśród 963 gmin regionu Prowansja-Alpy-W. Lazurowe Vitrolles plasuje się na 17. miejscu pod względem liczby ludności, natomiast pod względem powierzchni na miejscu 255.).